# Saint-Martin-des-Noyers
Saint-Martin-des-Noyers és un municipi francès situat al departament de Vendée i a la regió de País del Loira. L'any 2007 tenia 2.179 habitants.

## Demografia

### Població
El 2007 la població de fet de Saint-Martin-des-Noyers era de 2.179 persones. Hi havia 854 famílies de les quals 199 eren unipersonals (98 homes vivint sols i 101 dones vivint soles), 300 parelles sense fills, 324 parelles amb fills i 31 famílies monoparentals amb fills.
La població ha evolucionat segons el següent gràfic:
Habitants censats

### Habitatges
El 2007 hi havia 947 habitatges, 864 eren l'habitatge principal de la família, 26 eren segones residències i 57 estaven desocupats. 895 eren cases i 39 eren apartaments. Dels 864 habitatges principals, 654 estaven ocupats pels seus propietaris, 203 estaven llogats i ocupats pels llogaters i 8 estaven cedits a títol gratuït; 7 tenien una cambra, 36 en tenien dues, 102 en tenien tres, 213 en tenien quatre i 506 en tenien cinc o més. 680 habitatges disposaven pel capbaix d'una plaça de pàrquing. A 335 habitatges hi havia un automòbil i a 447 n'hi havia dos o més.

### Piràmide de població
La piràmide de població per edats i sexe el 2009 era:
| Homes | Edats   | Dones |
| ----- | ------- | ----- |
| 0     | 95 o +  | 4     |
| 4     | 90 a 94 | 16    |
| 16    | 85 a 89 | 28    |
| 4     | 80 a 84 | 16    |
| 28    | 75 a 79 | 40    |
| 56    | 70 a 74 | 60    |
| 40    | 65 a 69 | 72    |
| 56    | 60 a 64 | 60    |
| 40    | 55 a 59 | 36    |
| 56    | 50 a 54 | 48    |
| 76    | 45 a 49 | 64    |
| 80    | 40 a 44 | 76    |
| 72    | 35 a 39 | 72    |
| 72    | 30 a 34 | 68    |
| 60    | 25 a 29 | 80    |
| 56    | 20 a 24 | 52    |
| 80    | 15 a 19 | 76    |
| 68    | 10 a 14 | 64    |
| 52    | 5 a 9   | 36    |
| 64    | 0 a 4   | 36    |

## Economia
El 2007 la població en edat de treballar era de 1.377 persones, 1.089 eren actives i 288 eren inactives. De les 1.089 persones actives 1.011 estaven ocupades (550 homes i 461 dones) i 77 estaven aturades (31 homes i 46 dones). De les 288 persones inactives 131 estaven jubilades, 66 estaven estudiant i 91 estaven classificades com a «altres inactius».

### Ingressos
El 2009 a Saint-Martin-des-Noyers hi havia 886 unitats fiscals que integraven 2.220 persones, la mediana anual d'ingressos fiscals per persona era de 16.619 €.

### Activitats econòmiques
Dels 82 establiments que hi havia el 2007, 5 eren d'empreses alimentàries, 1 d'una empresa de fabricació de material elèctric, 1 d'una empresa de fabricació d'elements pel transport, 6 d'empreses de fabricació d'altres productes industrials, 14 d'empreses de construcció, 18 d'empreses de comerç i reparació d'automòbils, 3 d'empreses de transport, 2 d'empreses d'hostatgeria i restauració, 2 d'empreses d'informació i comunicació, 4 d'empreses financeres, 2 d'empreses immobiliàries, 12 d'empreses de serveis, 8 d'entitats de l'administració pública i 4 d'empreses classificades com a «altres activitats de serveis».
Dels 28 establiments de servei als particulars que hi havia el 2009, 2 eren oficines bancàries, 6 tallers de reparació d'automòbils i de material agrícola, 2 autoescoles, 3 paletes, 3 guixaires pintors, 3 fusteries, 3 lampisteries, 2 electricistes, 2 perruqueries, 1 restaurant i 1 saló de bellesa.
Dels 2 establiments comercials que hi havia el 2009, 1 era una botiga de més de 120 m² i 1 una fleca.
L'any 2000 a Saint-Martin-des-Noyers hi havia 85 explotacions agrícoles que ocupaven un total de 2.695 hectàrees.

## Equipaments sanitaris i escolars
El 2009 hi havia 1 farmàcia i 1 ambulància.
El 2009 hi havia 2 escoles elementals.

## Poblacions més properes
El següent diagrama mostra les poblacions més properes.